# Nova Catalunya

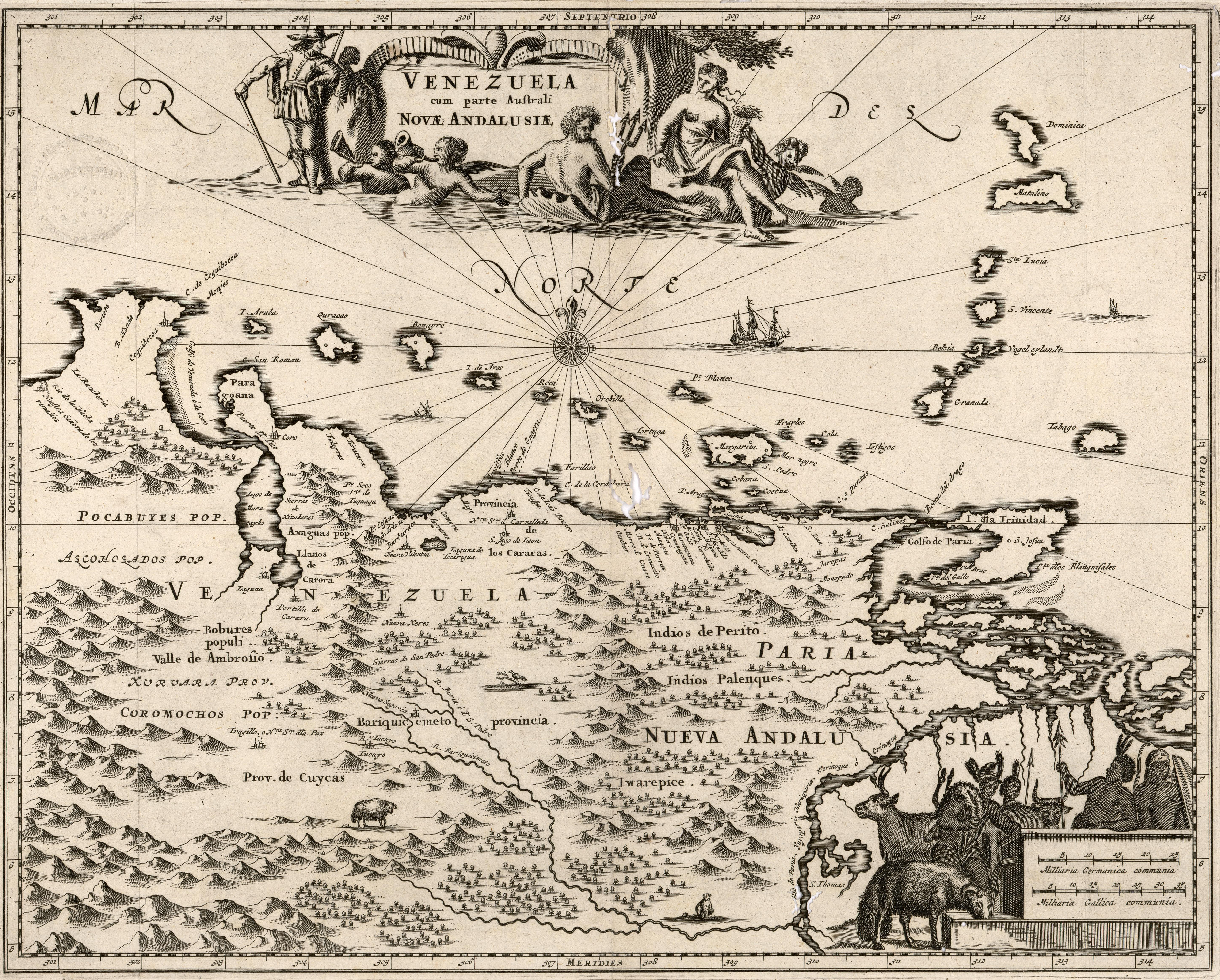
Mapa del de Veneçuela abans que fragment d'aquest terreny passés a ser la Nova Catalunya.

La província de Nova Catalunya (Nueva Cataluña), també anomenada Cumanagotos o de la Nova Barcelona, foren el conjunt de terres conquerides per l'explorador i militar català Joan Orpí i del Pou l'any 1638 que comprenia un territori extens entre el cap Codera i Los Altos de San Felipe de Austria (actualment Cariaco), i del cap Codera fins al riu Orinoco, en l'actual Veneçuela. Tenia com a capital provincial Nova Barcelona.
Orpí pretenia que el sector entre els territoris de la governació de Caracas i de Cumanà, llavors anomenat Nueva Andalucía, passés a anomenar-se Nueva Cataluña, justificant-ho per les fundacions de Nueva Barcelona i Nueva Tarragona però la seva petició no va obtenir resposta de Felip IV, a causa del malestar polític entre Catalunya i la monarquia hispànica. La denominació arribà a tenir un estat oficiós, com ho revelen alguns documents escrits, entre els quals la coberta d'un informe del 1639 de l'Audiència de Santo Domingo, sobre la situació de la zona colonitzada per Orpí. Després de la mort de Joan Orpí, el 1645, va sobreviure fins al 1654 quedant incorporada per Decret Reial a la governació de Cunamà o la Nova Andalusia, sent gobernador de Cumaná Pedro de Bizuela.